# Ehemaliger Luftschutzbunker (Lürrip)

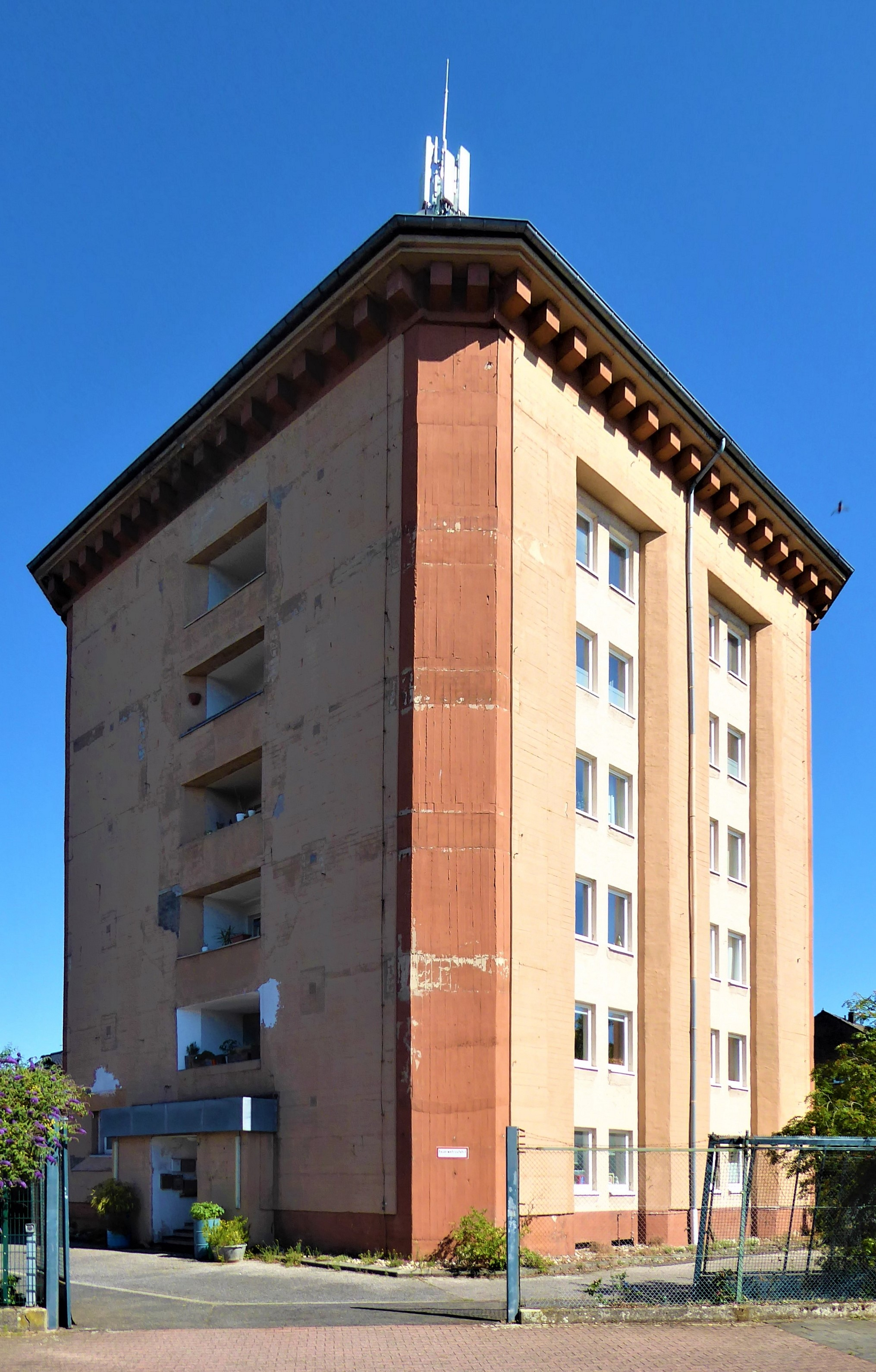
Ehemaliger Luftschutzbunker (2020)

Der ehemalige Luftschutzbunker Lürrip befindet sich im Stadtteil Lürrip im Stadtbezirk Ost von  Mönchengladbach (Nordrhein-Westfalen), Neusser Straße 374.
Das Gebäude wurde in den Jahren 1941 bis 1943 erbaut. Es wurde unter Nr. N 019 am 14. Januar 2003 in die Denkmalliste der Stadt Mönchengladbach eingetragen.

## Lage
Das Objekt liegt an der Einmündung der Straße Am Hülserhof in die Neusser Straße, an der Grenze Lürrips zum nördlich gelegenen Stadtteil Uedding.

## Architektur
Der ehemalige Luftschutzbunker gehört zum Typus des Hochbunkers mit Turmcharakter, der dreimal in Mönchengladbach gebaut wurde und sich an der Neusser Straße am anschaulichsten erhalten hat. Er repräsentiert einen Bautyp, der einst durch die Vorbereitung auf den Zweiten Weltkrieg und die dringliche Notwendigkeit des Zivilschutzes errichtet wurde. Der ehemalige Bunker ist fünfgeschossig, aus Stahl- bzw. Eisenbeton mit abgeschrägten Ecken, einem hohen walmartigen Abschluss mit wuchtigem Kranzgesims in Zahnschnitt. Er wurde über rechteckigem Grundriss auf einer Grundfläche von ungefähr 16 × 17 m bei einer Höhe von rund 19 m errichtet. Unmittelbar nach Kriegsende wurden durch die in Mönchengladbach stationierten Briten in den turmartigen Hochbunker Fenster gesprengt, um ihn einer Wohnnutzung zuzuführen. Des Weiteren wurden die Gasschleusen entfernt sowie der straßenseitige Eingang vermauert. In späteren Jahren nutzte die Bundeswehr den Bunker für Übungen. Heute finden sich im Bunker sechs vornehmlich zu Wohnzwecken genutzte Mieteinheiten.
Der Bunker ist bedeutend für die Geschichte des Zivilschutzes im nationalsozialistisch regierten Deutschland und für den Umgang mit diesen Bauten unmittelbar nach Kriegsende durch die Besatzungsmacht der Briten. Er ist ebenso bedeutend für die Geschichte der Stadt Mönchengladbach, insbesondere für die Ortslage Lürrip. Dieses Bauwerk mit seiner verteidigungstechnischen Funktion sicherte einem Großteil der Lürriper Bevölkerung das Überleben und linderte in der Nachkriegszeit die enorme Wohnungsnot. Als im Dritten Reich neu entwickelter Bautyp ist der Bunker an der Neusser Straße 374 aus wissenschaftlichen, architektur-, sozial- und ortsgeschichtlichen Gründen als Denkmal gemäß § 2 DSchG NRW zu erhalten und zu nutzen.